# Valette-du-Var (tổng)
Tổng Valette-du-Var là một tổng thuộc tỉnh Var trong vùng Provence-Alpes-Côte d'Azur.

## Địa lý
Tổng này được tổ chức xung quanh La Valette-du-Var trong quận Toulon. Cao độ vùng này từ 37 m (La Valette-du-Var) đến 804 m (Le Revest-les-Eaux) với độ cao trung bình 140 m.

## Các xã
Tổng Valette-du-Var gồm 2 xã với dân số tổng cộng 25 180 người (điều tra dân số năm 1999, dân số không tính trùng).
| Xã                 | Dân số | Mã bưu chính | Mã insee |
| ------------------ | ------ | ------------ | -------- |
| Le Revest-les-Eaux | 3 441  | 83200        | 83103    |
| La Valette-du-Var  | 21 739 | 83160        | 83144    |

## Thông tin nhân khẩu
| 1962                                                     | 1968   | 1975   | 1982   | 1990   | 1999   |
| -------------------------------------------------------- | ------ | ------ | ------ | ------ | ------ |
| 8 427                                                    | 12 853 | 16 433 | 20 351 | 23 391 | 25 180 |
| Nombre retenu à partir de 1962 : dân số không tính trùng |        |        |        |        |        |